# دارگان
نام روستایی از توابع فلاورجان استان اصفهان می‌باشد(واقع در منطقه‌ای به نام لنجان). این روستا از طرف جنوب به رودخانهٔ زاینده رود منتهی است. 
درآمد روستایان این روستا اکثراً از کشاورزی و کار کردن در کارخانه‌های اطراف نظیر کارخانه ذوب‌آهن اصفهان، مجتمع فولاد مبارکه، ایرانیت و پلی اکریل می‌باشد. محصول اصلی این روستا برنج می‌باشد.

## کشاورزی
با توجه به وجود شالیزارهای بسیار، این روستا یکی از بهترین محصولات برنج ایران را تولید می‌کند. همچنین در بخش باغ از محصولاتی نظیر هلو نیز می‌توان نام برد.